# چهل طوطی
چهل طوطی فیلمی به کارگردانی هوشنگ مرادی و نویسندگی هوشنگ مرادی، مهدی بشارتیان ساختهٔ سال ۱۳۳۷ است.

## بازیگران
- هوشنگ مرادی
- تاج‌الملوک احمدی
- عبداله خرمی